# كلود باسكال
كلود باسكال (بالفرنسية: Claude Pascal)‏ هو ملحن فرنسي، ولد في 19 فبراير 1921 في باريس في فرنسا، وتوفي بنفس المكان في 28 فبراير 2017.

## وصلات خارجية
- كلود باسكال على موقع ميوزك برينز (الإنجليزية)
- كلود باسكال على موقع ديسكوغز (الإنجليزية)